# San Ignacio De Velasco
San Ignacio De Velasco är en flygplats i Bolivia. Den ligger i den östra delen av landet, 500 km nordost om huvudstaden Sucre. San Ignacio De Velasco ligger 413 meter över havet.
Terrängen runt San Ignacio De Velasco är platt. Närmaste större samhälle är San Ignacio de Velasco, 2,6 km nordost om San Ignacio De Velasco. 
I omgivningarna runt San Ignacio De Velasco växer huvudsakligen savannskog. Trakten runt San Ignacio De Velasco är nära nog obefolkad, med mindre än två invånare per kvadratkilometer.